# Тарасов Вадим Геннадійович
Вадим Геннадійович Тарасов (рос. Вадим Геннадьевич Тарасов; 31 грудня 1976, м. Усть-Каменогорськ, СРСР) — російський хокеїст, воротар.

## З життєпису
Вихованець хокейної школи «Торпедо» (Усть-Каменогорськ). Виступав за «Торпедо» (Усть-Каменогорськ), «Металург» (Новокузнецьк), «Квебек Сітаделс» (АХЛ), «Салават Юлаєв» (Уфа), «Нафтохімік» (Нижньокамськ), «Сєвєрсталь» (Череповець). У Суперлізі і КХЛ провів 556 матчів.
У складі національної збірної Росії учасник EHT 2003 і 2004. У складі юніорської збірної Казахстану учасник чемпіонату світу 1994.
Досягнення
- Чемпіон Росії (2008).